# Casa Austera
«Casa Austera» es el octavo episodio de la quinta temporada de la serie de televisión de fantasía medieval Game of Thrones. El episodio fue escrito por los cocreadores de la serie David Benioff & D. B. Weiss y fue dirigido por Miguel Sapochnik. Fue emitido mundialmente el 31 de mayo de 2015.

## Argumento

### En Desembarco del Rey
Cersei es visitada en su celda por la Septa Unella, quien le ofrece agua a cambio de que confiese sus pecados. Cersei se niega y pide hablar con su hijo, Tommen, pero es golpeada por la Septa. Después es visitada por Qyburn, y le menciona que se le acusa de incesto y del asesinato de su marido Robert Baratheon, acusaciones que ella niega a todo momento. Qyburn le menciona también que el Gran Maestre Pycelle ha tomado el control del Consejo Privado y ha mandado llamar a su tío, Kevan Lannister, quien se encontraba en Roca Casterly para servir como Mano del Rey. Antes de marcharse, le menciona que "el trabajo continúa". La Septa Unella entra y de nuevo le ofrece agua a cambio de su confesión, tras la negación de Cersei, Unella tira el agua al suelo y se marcha, es entonces cuando Cersei se ve en la necesidad de lamer el suelo con tal de beber un poco de agua.

### En Invernalia
Theon le lleva comida a Sansa, quien continúa encerrada en su habitación. Ella le pregunta el motivo de por qué le contó a Ramsay sus planes de escapar, a lo que él responde que no hay escapatoria. Antes de marcharse, Sansa se enfrenta a él por el asesinato de sus hermanos, Bran y Rickon, pero él le confiesa que no los asesinó porque nunca pudo encontrarlos y en su lugar asesinó a dos hijos de un granjero y los hizo pasar por los hermanos Stark para que nadie se diera cuenta. En el gran salón, Roose Bolton y sus asesores planean su batalla contra Stannis. Roose sugiere esperar a los invasores y señala que Invernalia está equipada perfectamente para poder sobrevivir durante los próximos 6 meses, por lo que tendrían una ventaja con el ejército de Stannis. Ramsay comenta su idea de ir a por Stannis y le pide a su padre 20 de sus mejores hombres.

### En el Muro
Gilly cura las heridas de Sam.  Olly llega y pide hablar en privado con Sam.  Olly le pregunta a Sam por qué Jon confía en los salvajes, recordándole que los salvajes fueron los que atacaron su pueblo y mataron a su familia entera, Sam trata de convencerlo de que es lo mejor, ya que el Muro necesitará todos los hombres posibles para poder contener la amenaza de los caminantes blancos.

### En Meereen
Jorah y Tyrion son llevados ante la presencia de Daenerys. Ella le pregunta a Tyrion las razones por las cuales debería dejarlo vivir y ponerlo a su servicio, él responde que conoce bien las intrigas de Desembarco del Rey aparte de haber servido como la Mano del Rey. Tyrion converce a Daenerys de perdonar la vida de Jorah, pero ella se niega a que Jorah le sirva por lo que ordena que sea exiliado de la ciudad. Más tarde, Daenerys le dice a Tyrion que no va a matarlo o exiliarlo, y lo pondrá como su consejero. Cuando ella afirma que la gente común de Poniente la apoyaría, Tyrion le señala que su gobierno en Meereen no ha sido muy agradable debido a que ha sido muy bien apoyado por la gente común pero no por los poderosos. Así mismo afirma que para tener éxito, necesitaría el apoyo de algunas casas poderosas de Poniente. Ella dice que las casas de Poniente son como los radios de una rueda, pues están en constante movimiento con una casa arriba durante un momento y luego la siguiente, ella termina admitiendo que su deseo no es detener esa rueda, si no destruirla. Mientras tanto, Jorah regresa con Yezzan zo Qaggaz y le pide poder pelear para Daenerys en los pozos de lucha.

### En Braavos
Arya asume su nueva identidad: Lanna, una niña huérfana que se dedica a vender ostras. Durante una prueba del juego de las caras, ella le describe su ruta diaria a Jaqen, quien le pide que cambie de ruta. En el puerto, ella le vende ostras a un hombre al cual Jaqen llama "un jugador", pues apuesta sobre si los barcos llegan a sus destinos. Jaqen pide que regrese con el jugador y aprenda todo lo que pueda de él antes de envenenarlo. 

### En Casa Austera
Llegando a Casa Austera, Jon, Tormund y un grupo de hermanos de la Guardia de la Noche se reúnen con el Señor de los Huesos, quien se ha convertido en líder de los salvajes. Después de una tensa discusión, Tormund asesina al Señor de los Huesos y pide hablar con los ancianos. En la reunión, Jon comparte con los salvajes el vidriagón y les relata como su hermano, Sam, logró asesinar a un caminante blanco con una daga de vidriagón. Jon les ofrece a los salvajes tierras para que puedan cultivar al sur de la muralla, a cambio de jurar lealtad a la Guardia de la Noche y se unan para enfrentar a los caminantes blancos. Cuando se le pregunta sobre Mance Rayder, Jon admite haberle asesinado, pero Tormund logra calmarlos al decirles que lo asesinó por clemencia, dado que estaba sufriendo con las llamas de la hoguera, desobedeciendo las órdenes de Stannis. Tras la discusión, Jon y Tormund logran convencer aproximadamente a 5000 salvajes para ir con ellos, aunque los thenitas, liderados por Loboda deciden no unirse.
Mientras están cargando los botes, Casa Austera es invadida por Caminantes blancos. Cientos de salvajes intentan abordar los botes, creando una saturación que lleva a enfrentamientos por obtener un lugar. Jon y Tormund logran ver como varios caminantes blancos observan a lo lejos la batalla, es entonces cuando Jon se dirige junto con Loboda por el vidriagón que trajeron. Entrando a la choza, ambos son atacados por un caminante blanco que con facilidad logra asesinar a Loboda, antes de dirigirse contra Jon, quien intenta defenderse con una espada, la cual el caminante blanco rompe cual si fuera vidrio. Tras escapar de la choza, Jon utiliza su espada de acero valyrio, la cual no se rompe como la anterior y funciona para matar al caminante blanco. La empalizada de madera que lograba contener a la mayoría de los cadáveres fuera es derribado y cientos logran entrar, por lo que Jon tiene que marcharse del lugar. Mientras Jon y los demás se marchan ven como el Rey de la Noche hace revivir a los salvajes caídos durante la batalla, convertidos en cadáveres vivientes.

## Reparto

### Personajes principales
- Peter Dinklage como Tyrion Lannister
- Lena Headey como Cersei Lannister
- Emilia Clarke como Daenerys Targaryen
- Kit Harington como Jon Snow
- John Bradley-West como Samwell Tarly
- Sophie Turner como Sansa Stark
- Maisie Williams como Arya Stark
- Hannah Murray como Gilly
- Alfie Allen como Theon Greyjoy/"Hediondo"
- Nathalie Emmanuel como Missandei
- Kristofer Hivju como Tormund Giantsbane
- Michael McElhatton como Roose Bolton
- Iwan Rheon como Ramsay Bolton
- Tom Wlaschiha como Jaqen H'ghar
- Iain Glen como Jorah Mormont

### Personajes secundarios
- Anton Lesser como Qyburn
- Ben Crompton como Edd Tollett
- Faye Marsay como la muchacha
- Birgitte Hjort Sørensen como Karsi
- Enzo Cilenti como Yezzan zo Qaggaz
- Zachary Baharov como Loboda
- Hannah Waddingham como Septa Unella
- Brenock O'Connor como Olly
- Richard Brake como el Rey de la Noche
- Ian Whyte como Wun Wun
- Ross O'Hennessy como el señor de los huesos
- Murray McArthur como un anciano de los salvajes
- Sarine Sofair como Lhara

## Producción

### Guion
El episodio fue escrito por los creadores de la serie David Benioff y D. B. Weiss. Cuenta con contenido de las novelas de George R. R. Martin: de festín de cuervos se tomaron los capítulos Cersei X y Gata de los Canales, y de danza de dragones se tomó el capítulo de La Niña Fea.

## Recepción

### Audiencia
El episodio fue visto por 7,009 millones de televidentes en su estreno original en Estados Unidos

### Recepción crítica
El episodio recibió críticas positivas. En Rotten Tomatoes, el episodio obtuvo un 100% basado en críticas profesionales. Michael Calia de Wall Street Journal comentó: "Ahora, este episodio es por lo que vemos Game of Thrones. Lo tuvo todo: intriga, diálogos cortantes, gente en desesperación, y gente encontrando su fuerza interior". Sean T. Collins de Rolling Stone alabó el episodio diciendo: "El resultado fue un jardín de las delicias sobrenaturales." Jeremy Egner de The New York Times apuntó: "El invierno finalmente ha llegado a Game of Thrones, o al menos un escalofriante avance del mismo. Fue algo digno de contemplar como los caminantes blancos salieron de su ártico y arrasaron con todo a su paso. Christopher Orr de The Atlantic comentó: "Este fue un episodio que puso a prueba las fortalezas de sus showrunners David Benioff and D. B. Weiss y para evitar algunas debilidades." Libby Hill de Salon.com dijo: ""Hardhome", el octavo episodio de Game of Thrones en su quinta temporada, está dejando bastante en claro como sus personajes están gastando su tiempo." Vinnie Mancuso de New York Observer también elogió el episodio comentando: "Bien, esté ha sido por lejos el mejor episodio que he visto de The Walking Dead." Robert Ham  de Oregonian apuntó: "De todas las batallas que Game of Thrones ha visualizado los últimos años, esta ha sido la más emocionante y aterradora. Kelly Lawler de USA Today comentó: "En una temporada tan irregular como esta lo ha sido, es una agradable sorpresa ver un episodio capaz de capturar el drama y la escala épica del por que el programa se hizo famoso en el primer lugar." James Hibberd de Entertainment Weekly dijo: "'Hardhome' llevó al programa a dos tipos muy diferentes de drama que Game of Thrones hace bien: el careo entre dos grandes actores y la épica acción como nada que hayamos visto en la TV antes."